# هنري أولين
هنري أولين هو قاضي ومحامي وسياسي أمريكي، ولد في 7 مايو 1768 في شافتسبوري في الولايات المتحدة، وتوفي في 16 أغسطس 1837 في سالزبوري في الولايات المتحدة. نشط حزبياً في الحزب الجمهوري الديمقراطي. وقد انتخب عضو مجلس نواب فيرمونت ‏ وانتخب عضو مجلس النواب الأمريكي ‏.